# Copa Asiática de Fútbol Playa 2023
La Copa Asiática de Fútbol Playa de 2023 fue la ronda clasificatoria de Asia para la Copa Mundial de Fútbol Playa FIFA 2023 que se jugará en Emiratos Árabes Unidos a finales de 2023. El torneo se llevó a cabo en Pattaya, Tailandia, del 16 al 26 de marzo de 2023.
Los tres mejores equipos calificaron al mundial de 2023.

## Participantes
Un total de 16 equipos participaron del torneo.
| - Afganistán - Baréin - China - Irán - Indonesia - Japón - Kuwait - Kirguistán | - Líbano - Arabia Saudita - Malasia - Omán - Palestina - Uzbekistán - Tailandia (anfitrión) - Emiratos Árabes Unidos |

## Fase de grupos

### Grupo A
| Pos. | Equipo           | Pts. | PJ | G | W+ | WP | P | GF | GC | Dif. | Clasificación    |
| ---- | ---------------- | ---- | -- | - | -- | -- | - | -- | -- | ---- | ---------------- |
| 1    | Tailandia (H, Q) | 6    | 3  | 2 | 0  | 0  | 1 | 9  | 7  | +2   | Cuartos de final |
| 2    | Baréin (Q)       | 6    | 3  | 2 | 0  | 0  | 1 | 8  | 7  | +1   | Cuartos de final |
| 3    | Arabia Saudita   | 4    | 3  | 1 | 0  | 1  | 1 | 10 | 10 | 0    |                  |
| 4    | Afganistán       | 0    | 3  | 0 | 0  | 0  | 3 | 10 | 13 | −3   |                  |

 Fuente: fuente
| Fecha                      | Lugar   |                |                           | Resultado      |                           |                |
| -------------------------- | ------- | -------------- | ------------------------- | -------------- | ------------------------- | -------------- |
| 16 de marzo de 2023, 17:00 | Pattaya | Baréin         | Bandera de Baréin         | 4:2            | Bandera de Afganistán     | Afganistán     |
| 16 de marzo de 2023, 20:00 | Pattaya | Tailandia      | Bandera de Tailandia      | 2:3            | Bandera de Arabia Saudita | Arabia Saudita |
| 18 de marzo de 2023, 17:00 | Pattaya | Arabia Saudita | Bandera de Arabia Saudita | 3:4            | Bandera de Baréin         | Baréin         |
| 18 de marzo de 2023, 20:00 | Pattaya | Afganistán     | Bandera de Afganistán     | 4:5            | Bandera de Tailandia      | Tailandia      |
| 20 de marzo de 2023, 17:00 | Pattaya | Afganistán     | Bandera de Afganistán     | 4:4 (pen. 2:4) | Bandera de Arabia Saudita | Arabia Saudita |
| 20 de marzo de 2023, 20:00 | Pattaya | Tailandia      | Bandera de Tailandia      | 2:0            | Bandera de Baréin         | Baréin         |

### Grupo B
| Pos. | Equipo                     | Pts. | PJ | G | W+ | WP | P | GF | GC | Dif. | Clasificación    |
| ---- | -------------------------- | ---- | -- | - | -- | -- | - | -- | -- | ---- | ---------------- |
| 1    | Irán (Q)                   | 9    | 3  | 3 | 0  | 0  | 0 | 32 | 9  | +23  | Cuartos de final |
| 2    | Emiratos Árabes Unidos (Q) | 6    | 3  | 2 | 0  | 0  | 1 | 11 | 10 | +1   | Cuartos de final |
| 3    | Uzbekistán                 | 3    | 3  | 1 | 0  | 0  | 2 | 8  | 17 | −9   |                  |
| 4    | Malasia                    | 0    | 3  | 0 | 0  | 0  | 3 | 10 | 25 | −15  |                  |

 Fuente: fuente
| Fecha                      | Lugar   |                        |                                   | Resultado |                                   |                        |
| -------------------------- | ------- | ---------------------- | --------------------------------- | --------- | --------------------------------- | ---------------------- |
| 16 de marzo de 2023, 15:30 | Pattaya | Irán                   | Bandera de Irán                   | 14:5      | Bandera de Malasia                | Malasia                |
| 16 de marzo de 2023, 18:30 | Pattaya | Emiratos Árabes Unidos | Bandera de Emiratos Árabes Unidos | 4:0       | Bandera de Uzbekistán             | Uzbekistán             |
| 18 de marzo de 2023, 15:30 | Pattaya | Uzbekistán             | Bandera de Uzbekistán             | 2:11      | Bandera de Irán                   | Irán                   |
| 18 de marzo de 2023, 18:30 | Pattaya | Malasia                | Bandera de Malasia                | 3:5       | Bandera de Emiratos Árabes Unidos | Emiratos Árabes Unidos |
| 20 de marzo de 2023, 15:30 | Pattaya | Malasia                | Bandera de Malasia                | 2:6       | Bandera de Uzbekistán             | Uzbekistán             |
| 20 de marzo de 2023, 18:30 | Pattaya | Emiratos Árabes Unidos | Bandera de Emiratos Árabes Unidos | 2:7       | Bandera de Irán                   | Irán                   |

### Grupo C
| Pos. | Equipo    | Pts. | PJ | G | W+ | WP | P | GF | GC | Dif. | Clasificación    |
| ---- | --------- | ---- | -- | - | -- | -- | - | -- | -- | ---- | ---------------- |
| 1    | Japón (Q) | 9    | 3  | 3 | 0  | 0  | 0 | 22 | 4  | +18  | Cuartos de final |
| 2    | China (Q) | 6    | 3  | 2 | 0  | 0  | 1 | 10 | 11 | −1   | Cuartos de final |
| 3    | Líbano    | 3    | 3  | 1 | 0  | 0  | 2 | 16 | 13 | +3   |                  |
| 4    | Indonesia | 0    | 3  | 0 | 0  | 0  | 3 | 4  | 24 | −20  |                  |

 Fuente: fuente
| Fecha                      | Lugar   |           |                                       | Resultado |                                       |           |
| -------------------------- | ------- | --------- | ------------------------------------- | --------- | ------------------------------------- | --------- |
| 17 de marzo de 2023, 15:30 | Pattaya | Líbano    | Bandera de Líbano                     | 1:4       | Bandera de la República Popular China | China     |
| 17 de marzo de 2023, 18:30 | Pattaya | Japón     | Bandera de Japón                      | 7:0       | Bandera de Indonesia                  | Indonesia |
| 19 de marzo de 2023, 15:30 | Pattaya | Indonesia | Bandera de Indonesia                  | 0:12      | Bandera de Líbano                     | Líbano    |
| 19 de marzo de 2023, 18:30 | Pattaya | China     | Bandera de la República Popular China | 1:6       | Bandera de Japón                      | Japón     |
| 21 de marzo de 2023, 15:30 | Pattaya | China     | Bandera de la República Popular China | 5:4       | Bandera de Indonesia                  | Indonesia |
| 21 de marzo de 2023, 18:30 | Pattaya | Japón     | Bandera de Japón                      | 9:3       | Bandera de Líbano                     | Líbano    |

### Grupo D
| Pos. | Equipo     | Pts. | PJ | G | W+ | WP | P | GF | GC | Dif. | Clasificación    |
| ---- | ---------- | ---- | -- | - | -- | -- | - | -- | -- | ---- | ---------------- |
| 1    | Omán (Q)   | 9    | 3  | 3 | 0  | 0  | 0 | 17 | 2  | +15  | Cuartos de final |
| 2    | Kuwait (Q) | 4    | 3  | 1 | 0  | 1  | 1 | 10 | 9  | +1   | Cuartos de final |
| 3    | Palestina  | 3    | 3  | 1 | 0  | 0  | 2 | 4  | 12 | −8   |                  |
| 4    | Kirguistán | 0    | 3  | 0 | 0  | 0  | 3 | 6  | 14 | −8   |                  |

 Fuente: fuente
| Fecha                      | Lugar   |            |                       | Resultado      |                       |            |
| -------------------------- | ------- | ---------- | --------------------- | -------------- | --------------------- | ---------- |
| 17 de marzo de 2023, 17:00 | Pattaya | Palestina  | Bandera de Palestina  | 0:5            | Bandera de Kuwait     | Kuwait     |
| 17 de marzo de 2023, 20:00 | Pattaya | Omán       | Bandera de Omán       | 7:0            | Bandera de Kirguistán | Kirguistán |
| 19 de marzo de 2023, 17:00 | Pattaya | Kirguistán | Bandera de Kirguistán | 2:3            | Bandera de Palestina  | Palestina  |
| 19 de marzo de 2023, 20:00 | Pattaya | Kuwait     | Bandera de Kuwait     | 1:5            | Bandera de Omán       | Omán       |
| 21 de marzo de 2023, 17:00 | Pattaya | Kuwait     | Bandera de Kuwait     | 4:4 (pen. 3:2) | Bandera de Kirguistán | Kirguistán |
| 21 de marzo de 2023, 20:00 | Pattaya | Omán       | Bandera de Omán       | 5:1            | Bandera de Palestina  | Palestina  |

## Fase final

### Cuartos de final
| Fecha                      | Lugar   |           |                      | Resultado |                                       |                        |
| -------------------------- | ------- | --------- | -------------------- | --------- | ------------------------------------- | ---------------------- |
| 22 de marzo de 2023, 18:30 | Pattaya | Tailandia | Bandera de Tailandia | 2:4       | Bandera de Emiratos Árabes Unidos     | Emiratos Árabes Unidos |
| 22 de marzo de 2023, 20:30 | Pattaya | Irán      | Bandera de Irán      | 10:0      | Bandera de Baréin                     | Baréin                 |
| 23 de marzo de 2023, 18:30 | Pattaya | Japón     | Bandera de Japón     | 8:0       | Bandera de Kuwait                     | Kuwait                 |
| 23 de marzo de 2023, 20:30 | Pattaya | Omán      | Bandera de Omán      | 11:0      | Bandera de la República Popular China | China                  |

### Semifinales
| Fecha                      | Lugar   |                        |                                   | Resultado |                  |       |
| -------------------------- | ------- | ---------------------- | --------------------------------- | --------- | ---------------- | ----- |
| 25 de marzo de 2023, 18:30 | Pattaya | Emiratos Árabes Unidos | Bandera de Emiratos Árabes Unidos | 1:5       | Bandera de Japón | Japón |
| 25 de marzo de 2023, 20:30 | Pattaya | Irán                   | Bandera de Irán                   | 6:3       | Bandera de Omán  | Omán  |

### Tercer lugar
| Fecha                      | Lugar   |                        |                                   | Resultado |                 |      |
| -------------------------- | ------- | ---------------------- | --------------------------------- | --------- | --------------- | ---- |
| 26 de marzo de 2023, 18:30 | Pattaya | Emiratos Árabes Unidos | Bandera de Emiratos Árabes Unidos | 2:4       | Bandera de Omán | Omán |

### Final
| Fecha                      | Lugar   |       |                  | Resultado |                 |      |
| -------------------------- | ------- | ----- | ---------------- | --------- | --------------- | ---- |
| 26 de marzo de 2023, 20:30 | Pattaya | Japón | Bandera de Japón | 0:6       | Bandera de Irán | Irán |

## Goleadores
| Jugador              | Selección | Goles |
| -------------------- | --------- | ----- |
| Takuya Akaguma       | Japón     | 11    |
| Ali Mirshekari       | Irán      | 9     |
| Mohammadali Mokhtari | Irán      | 9     |
| Sami Al Bulushi      | Omán      | 8     |
| Moslem Mesigar       | Irán      | 7     |

## Clasificación final
| #    | País                   |
| ---- | ---------------------- |
| 1    | Irán                   |
| 2    | Japón                  |
| 3    | Omán                   |
| 4    | Emiratos Árabes Unidos |
| 5–16 | Tailandia              |
| 5–16 | Baréin                 |
| 5–16 | China                  |
| 5–16 | Kuwait                 |
| 5–16 | Arabia Saudita         |
| 5–16 | Líbano                 |
| 5–16 | Palestina              |
| 5–16 | Uzbekistán             |
| 5–16 | Afganistán             |
| 5–16 | Kirguistán             |
| 5–16 | Malasia                |
| 5–16 | Indonesia              |

## Clasificados al Mundial
Los siguientes equipos se clasificaron para la copa mundial.
| Equipo                 | Fecha de clasificación  | Participaciones                                                       |
| ---------------------- | ----------------------- | --------------------------------------------------------------------- |
| Emiratos Árabes Unidos | 16 de diciembre de 2022 | 7 (2007, 2008, 2009, 2013, 2017, 2019, 2021)                          |
| Irán                   | 22 de marzo de 2022     | 7 (2006, 2007, 2008, 2011, 2013, 2015, 2017)                          |
| Japón                  | 23 de marzo de 2022     | 11 (2005, 2006, 2007, 2008, 2009, 2011, 2013, 2015, 2017, 2019, 2021) |
| Omán                   | 23 de marzo de 2022     | 4 (2011, 2015, 2019, 2021)                                            |